# 도나 린 챔플린

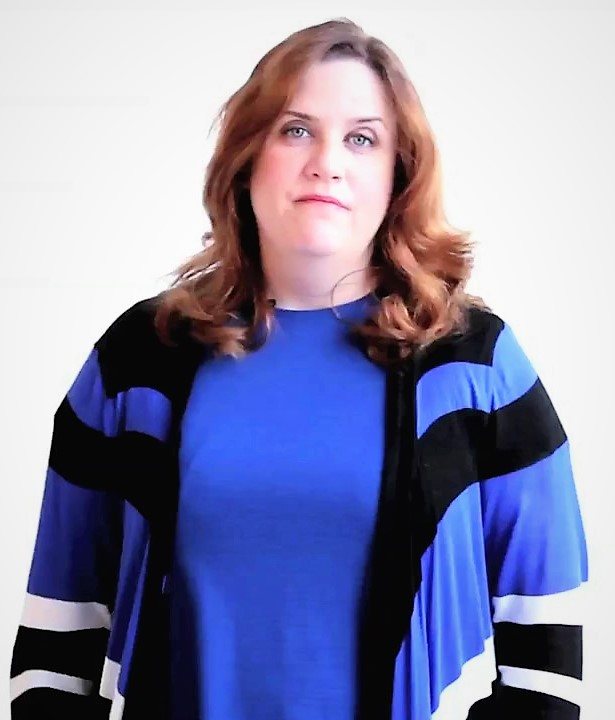

도나 린 챔플린(Donna Lynne Champlin, 1971년 1월 27일 ~ )은 미국의 배우, 연극 배우, 텔레비전 배우, 영화배우이다.
로체스터에서 태어났다.

## 방송
- 크레이지 엑스 걸프렌드 시즌2
- 크레이지 엑스 걸프렌드